# Palmsuiker

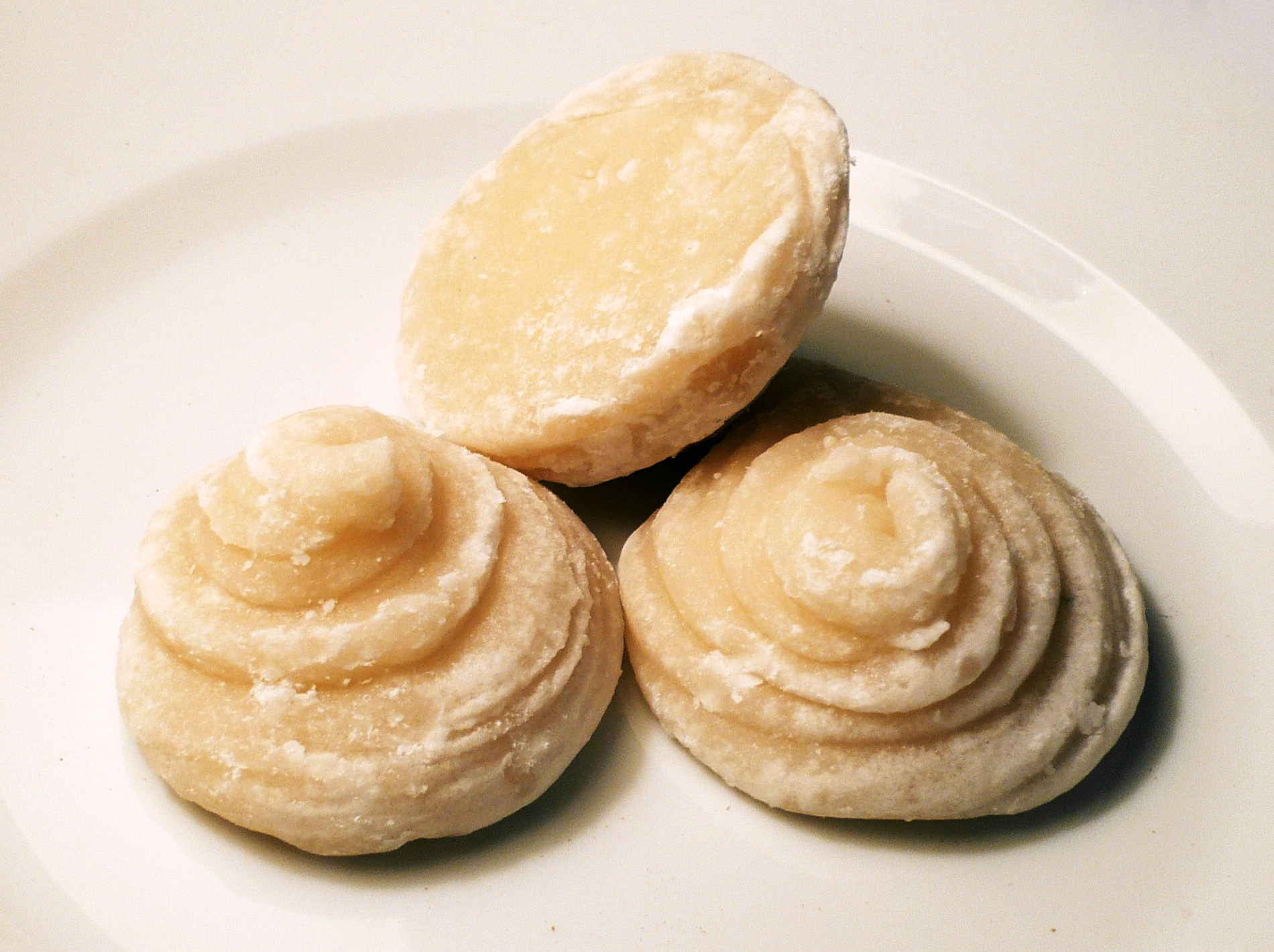
Palmsuiker

Palmsuiker, ook wel gula djawa of Javaanse suiker, is een ongeraffineerde suiker die oorspronkelijk werd gewonnen uit het sap van de arengpalm en de dadelpalm, dat uit de afgehakte plaatsen van de bloeiwijzen lekt. De suiker wordt ook gewonnen uit het sap van de sagopalm en de kokospalm (kokosnootsuiker). Palmsuiker is wat minder zoet dan kristalsuiker en heeft een karamelachtige bijsmaak. Palmsuiker bestaat grotendeels uit sacharose.

## Beschrijving
Palmsuiker is een bruine substantie die als blokken, in glazen potten of in blik wordt verkocht. Er bestaan ook flesjes en tubes met siroop, die voor gebruik niet hoeft te worden opgelost. De kleur kan variëren van lichtbruin tot heel donkerbruin. De suiker in de blokken kan van consistentie variëren tussen zacht en kleverig of hard.

## Winning

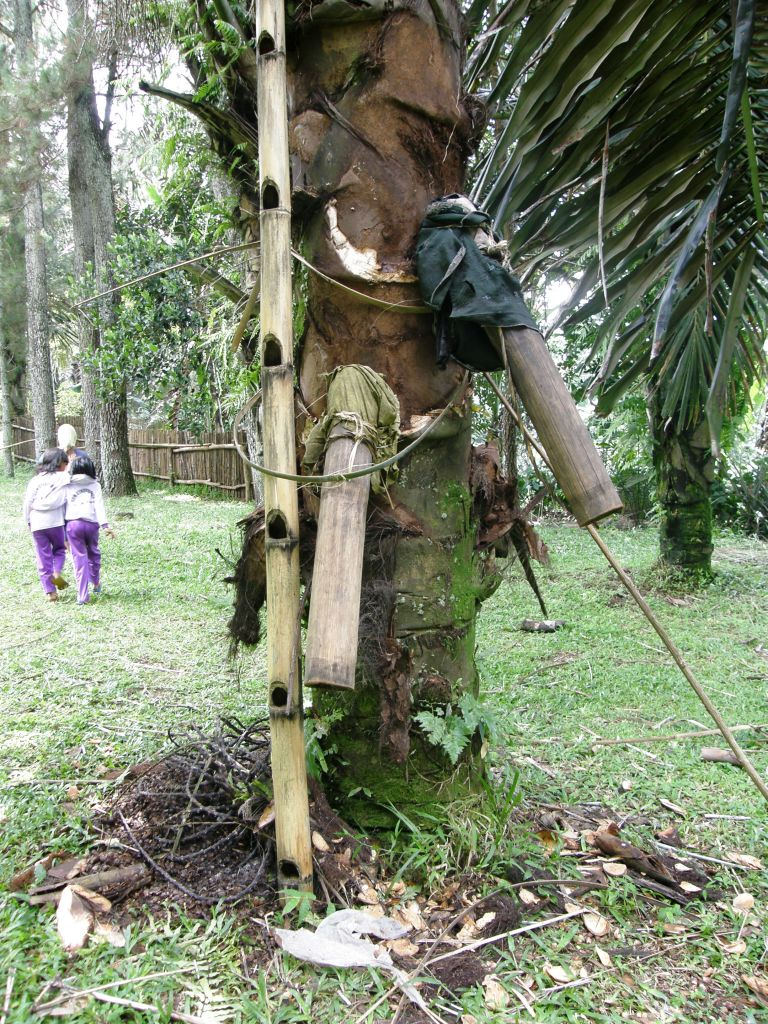
Winning van palmsuiker

Het stroperige sap wordt uit een palmboom afgetapt. Verschillende palmsoorten worden daarvoor gebruikt, zoals dadelpalm, kokospalm of suikerpalm. In Indonesië wordt palmsuiker (Gula Aren /Gula Kelapa) ook gewonnen uit Borassus (Palmyra palm),
Het afgetapte sap wordt ingekookt en in blokken of schijven gegoten om uit te harden. Deze blokken suiker zijn zacht en kunnen makkelijk in brokjes worden gebroken voor gebruik. Het lijkt wat op borstplaat. Door de kleinschalige dorpsproductie kan de kwaliteit en de vorm van de suiker  variëren.

## Toepassingen
In de Thaise keuken zijn palm- en kokosnootsuiker (nahm dtahn bpeep/buk en nahm dtahn maprao) onderling vervangbaar. Het wordt gebruikt voor het zoetmaken van voedsel om het in balans te krijgen met zoutsmakende vis. Ook wordt het gebruikt in snoepgoed en nagerechten.
In Indonesië wordt palmsuiker in gerechten gebruikt, maar ook in Nederland wordt palmsuiker gebruikt in zowel de Indische keuken als in de Indonesische keuken.

## In andere talen
- Nederland: gula jawa, Javaanse suiker;
- Myanmar: jaggery, tanyet;
- India: jaggery (raw cane sugar), gur (date palm sugar);
- Indonesië: gula kelapa, gula aren, gula merah (rode suiker);
- Maleisië: gula melaka; gula anau
- Sri Lanka: jaggery, kitul-hakuru, tal-hakuru, pol pani;
- Thailand: nam taan pep, nam taan bik, nam taan mapraow;